# Quartier Saint-Chamand
Le quartier Saint-Chamand est l'un des 9 quartiers d'Avignon en région Provence-Alpes-Côte d'Azur. 
Il abrite notamment :
- le Marché d'Intérêt National ;
- le Plaine des Sports ;
- le Stade Nautique ;
- la Patinoire d'Avignon ;
- le Campus de la CCI Vaucluse.

Le quartier se caractérise par la présence de nombreux équipements sportifs. Il est situé à proximité du Centre Commercial Cap Sud et est pourvu du terminus de la ligne T1 du tramway d'Avignon. Aussi, le quartier accueille le centre de maintenance de ce dernier.

## Localisation
Ce quartier est délimité :
- à l'est, par l'avenue de l'Amandier qui le sépare du quartier Montfavet ;
- au nord, par l'avenue de Saint-Chamand qui le sépare du quartier Est ;
- à l'ouest, par la rocade Charles de Gaulle qui le sépare du quartier Nord Rocade ;
- au sud, par l'avenue Pierre Semard qui le sépare du quartier Sud Rocade.

## Administration

### Mairie de quartier
Tous les quartiers d'Avignon sont dotés d'une mairie de quartier. Celle du quartier Saint-Chamand est située au 8 avenue François Mauriac.

### Bureau de Poste
Le quartier Saint-Chamand compte un bureau de Poste situé au 8 avenue François Mauriac.

## Transports en commun
Le quartier Saint-Chamand est desservi par la société des Transports en Commun de la Région d'Avignon.
Depuis le 17 octobre 2016, date à laquelle les travaux du tramway ont débuté, les transports ont été fortement réduits à l'intérieur du quartier pour être redirigés en périphérie de celui-ci.

### Bus

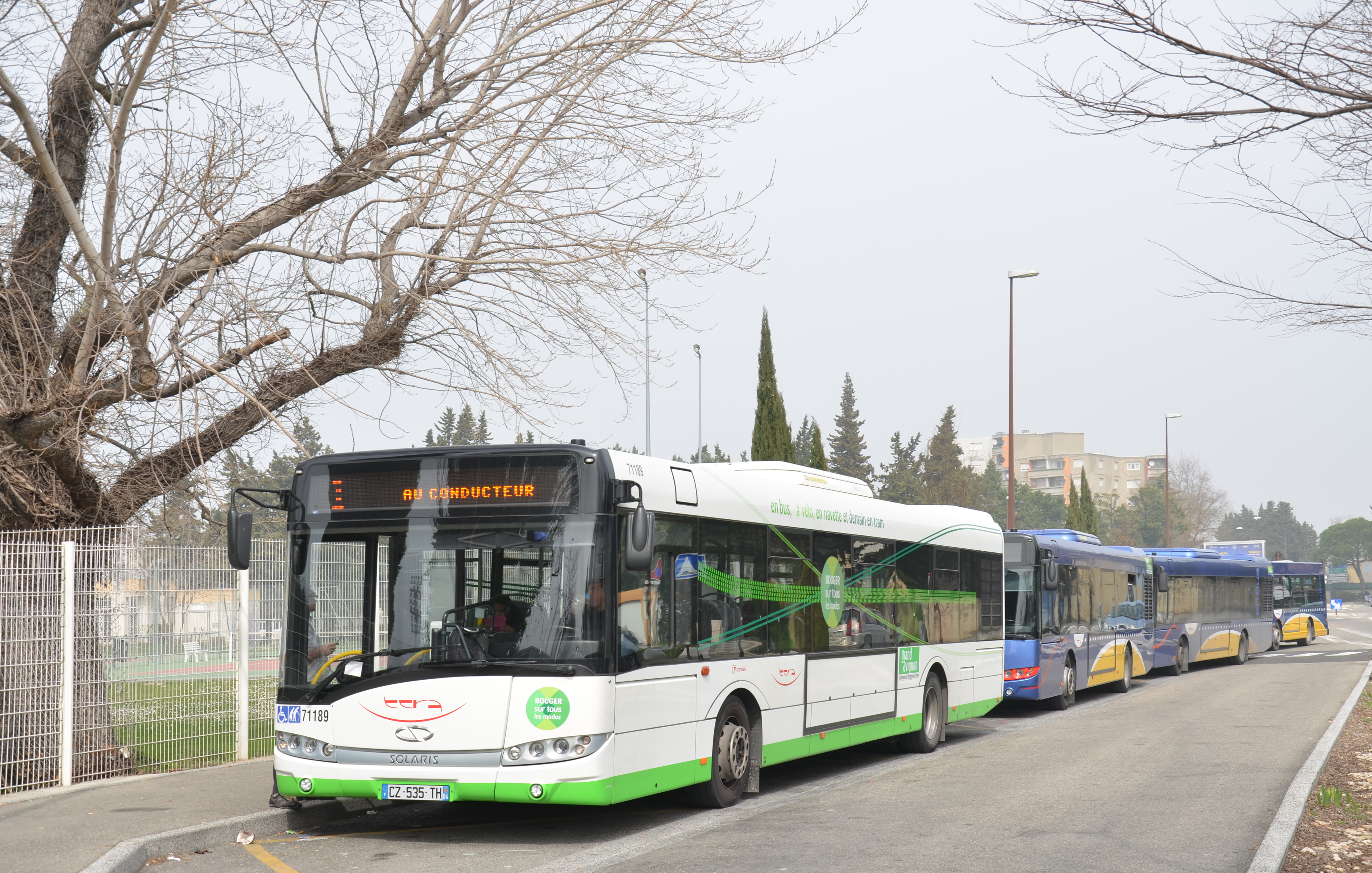
Bus TCRA à l'arrêt Campus CCI, dans le quartier Saint-Chamand.

| Ligne(s) de bus desservant le quartier Saint-Chamand | Ligne(s) de bus desservant le quartier Saint-Chamand | Ligne(s) de bus desservant le quartier Saint-Chamand | Ligne(s) de bus desservant le quartier Saint-Chamand | Ligne(s) de bus desservant le quartier Saint-Chamand                          |
| Ligne                                                | Parcours                                             | Fréquence                                            | Ville(s) desservie(s)                                | Arrêt(s) de bus                                                               |
| ---------------------------------------------------- | ---------------------------------------------------- | ---------------------------------------------------- | ---------------------------------------------------- | ----------------------------------------------------------------------------- |
| 3                                                    | Saint-Lazare <> Agroparc                             | 12 minutes                                           | Avignon                                              | Barbière • Cap Sud • Parc des Sports • Campus CCI                             |
| 6                                                    | Avignon Poste <> Saint-Chamand                       | 20 minutes                                           | Avignon                                              | Barbière • Cap Sud • Parc des Sports • Campus CCI • Patinoire • Saint-Chamand |
| 14                                                   | Le Lac <> Avignon TGV                                | 25 minutes                                           | Avignon • Le Pontet                                  | Barbière • Cap Sud • Parc des Sports • Campus CCI • Patinoire • Bel Air       |
| 30                                                   | Avignon Poste <> Balarucs                            | Heures de Pointe Uniquement                          | Avignon • Caumont-sur-Durance                        | Barbière • Cap Sud • Parc des Sports                                          |

### Tramway
Depuis le 19 octobre 2019, le TRAM du Grand Avignon est en service, la ligne 1 effectue son terminus dans le quartier Saint-Chamand.
| Ligne(s) de tramway desservant le quartier Saint-Chamand | Ligne(s) de tramway desservant le quartier Saint-Chamand | Ligne(s) de tramway desservant le quartier Saint-Chamand | Ligne(s) de tramway desservant le quartier Saint-Chamand | Ligne(s) de tramway desservant le quartier Saint-Chamand |
| Ligne                                                    | Parcours                                                 | Fréquence                                                | Ville(s) desservie(s)                                    | Station(s) de tramway                                    |
| -------------------------------------------------------- | -------------------------------------------------------- | -------------------------------------------------------- | -------------------------------------------------------- | -------------------------------------------------------- |
| T1                                                       | Saint-Roch <> Saint-Chamand                              | moins de 6 minutes (heure de pointe)                     | Avignon                                                  | Saint-Chamand                                            |

### Chron'hop
Depuis février 2020, le Chron'hop (le BHNS du Grand Avignon) est   en service, la ligne C3 dessert le quartier Saint-Chamand.
| Ligne(s) de Chron'hop desservant le quartier Saint-Chamand | Ligne(s) de Chron'hop desservant le quartier Saint-Chamand | Ligne(s) de Chron'hop desservant le quartier Saint-Chamand | Ligne(s) de Chron'hop desservant le quartier Saint-Chamand | Ligne(s) de Chron'hop desservant le quartier Saint-Chamand |
| Ligne                                                      | Parcours                                                   | Fréquence                                                  | Ville(s) desservie(s)                                      | Station(s) de Chron'hop                                    |
| ---------------------------------------------------------- | ---------------------------------------------------------- | ---------------------------------------------------------- | ---------------------------------------------------------- | ---------------------------------------------------------- |
| C3                                                         | Saint-Lazare <> Agroparc                                   | 12 minutes                                                 | Avignon                                                    | Saint-Chamand • Coubertin • Campus CCI                     |

## Grands Projets

### Nouveau Programme de Renouvellement Urbain
Classé quartier prioritaire, Saint-Chamand compte 3 203 habitants, 1 171 logements, dont 94 % de logements sociaux,.
Depuis fin 2016, le quartier Saint-Chamand est au cœur d'un Nouveau Programme National de Renouvellement Urbain.
Au programme de celui-ci : 
- la rénovation des habitations du quartier.
- la construction du futur Stade Nautique d'Avignon.
- la construction du Centre de Maintenance et d'Exploitation du TRAM du Grand Avignon.
- le passage de la ligne 1 du TRAM du Grand Avignon qui effectuera son terminus à Saint-Chamand.
- la création du futur parc-relais Saint-Chamand en correspondance avec le réseau TCRA.
- la réhabilitation des voiries publiques.